# Dermenas
Dermenas là một xã trong quận Fier thuộc hạt Fier, Albania. Dân số năm 2005 là 10097 người.